# Cyphostemma mappia
Cyphostemma mappia là một loài thực vật hai lá mầm trong họ Nho. Loài này được (Lam.) Galet miêu tả khoa học đầu tiên năm 1967.